# Lista odcinków serialu My Little Pony: Przyjaźń to magia
Lista odcinków serialu animowanego My Little Pony: Przyjaźń to magia.

## Serie
| Seria | Seria            | Odcinki          | Oryginalna emisja    | Oryginalna emisja    | Oryginalna emisja    | Oryginalna emisja    |
| Seria | Seria            | Odcinki          | Premiera serii       | Finał serii          | Premiera serii       | Finał serii          |
| ----- | ---------------- | ---------------- | -------------------- | -------------------- | -------------------- | -------------------- |
|       | 1                | 26               | 10 października 2010 | 6 maja 2011          | 15 października 2011 | 10 listopada 2011    |
|       | 2                | 26               | 17 września 2011     | 21 kwietnia 2012     | 27 października 2012 | 22 listopada 2012    |
|       | 3                | 13               | 10 listopada 2012    | 16 lutego 2013       | 20 maja 2013         | 1 czerwca 2013       |
|       | 4                | 26               | 23 listopada 2013    | 10 maja 2014         | 1 czerwca 2014       | 25 września 2014     |
|       | 5                | 26               | 4 kwietnia 2015      | 28 listopada 2015    | 1 września 2015      | 29 stycznia 2016     |
|       | 6                | 26               | 26 marca 2016        | 22 października 2016 | 28 maja 2016         | 20 listopada 2016    |
|       | 7                | 26               | 15 kwietnia 2017     | 28 października 2017 | 1 czerwca 2017       | 8 listopada 2017     |
|       | 8                | 26               | 24 marca 2018        | 13 października 2018 | 25 maja 2018         | 26 września 2018     |
|       | Specjalny Święto | Specjalny Święto | 27 października 2018 | 27 października 2018 | 7 grudnia 2018       | 7 grudnia 2018       |
|       | 9                | 26               | 6 kwietnia 2019      | 12 października 2019 | 8 czerwca 2019       | 19 października 2019 |
|       | Specjalny        | Specjalny        | 26 czerwca 2019      | 26 czerwca 2019      | 26 października 2019 | 26 października 2019 |

## Lista odcinków

### Sezon 1 (2010-11)
| 01 | Friendship Is Magic, part 1 | Przyjaźń to magia – część 1 | Lauren Faust                     | 10 października 2010 | 15 października 2011 |
| Kiedy Twilight Sparkle dowiaduje o tym, że Nightmare Moon – kucyk wysłany na banicję na Księżyc za próbę zawładnięcia Equestrią i zaprowadzenia wiecznej nocy – ma powrócić lada moment, Księżniczka Celestia wysyła ją do Ponyville, aby sprawdziła przygotowania do obchodów Dnia Letniego Słońca. Tam spotyka Pinkie Pie, Fluttershy, Rainbow Dash, Rarity i Applejack po raz pierwszy. Twilight stara się wykonać zadanie szybko, by jak najszybciej wrócić do myślenia nad tym, jak powstrzymać Nightmare Moon. W końcu rozpoczynają się obchody Dnia Letniego Słońca. Gdy okazuje się, że Celestia zniknęła, w Ponyville pojawia się Nightmare Moon chcąca znów zaprowadzić wieczną noc. |                             |                             |                                  |                      |                      |
| 02 | Friendship Is Magic, part 2 | Przyjaźń to magia – część 2 | Lauren Faust                     | 22 października 2010 | 15 października 2011 |
| Twilight Sparkle wyrusza do Lasu Everfree, by pokonać Nightmare Moon. Kucyki, które poznała w poprzednim odcinku ruszają razem z nią. Po drodze uchodzą cało z pułapek przygotowanych przez przeciwniczkę i w końcu dochodzi do ostatecznego starcia. Zła klacz zostaje pokonana po odkryciu magii przyjaźni, co umożliwiło użycie Klejnotów Harmonii – legendarnych artefaktów, które wcześniej pomogły Celestii wygnać wroga na 1000 lat na Księżyc. Pojawia się Księżniczka Celestia, zaś Nightmare Moon okazuje się być jej siostrą – Księżniczką Luną. Przyjmuje ona przyjaźń siostry, po czym wszyscy wracają szczęśliwi do Ponyville. Tam Twilight Sparkle dostaje zadanie, które będzie głównym motywem całego serialu – jednorożec ma pozostać w mieście, by studiować magię przyjaźni. |                             |                             |                                  |                      |                      |
| 03 | The Ticket Master           | Biletomistrzyni             | Amy Keating Rogers, Lauren Faust | 29 października 2010 | 15 października 2011 |
| Twilight Sparkle otrzymuje dwa bilety na Wielką Galopującą Galę. Kiedy jej przyjaciółki się o tym dowiadują, próbują udowodnić Twilight, że powinna oddać dodatkowy bilet na galę właśnie im. |                             |                             |                                  |                      |                      |
| 04 | Applebuck Season            | Sezon na jabłka             | Amy Keating Rogers               | 5 listopada 2010     | 17 października 2011 |
| Applejack ciężko sama pracuje przy tegorocznych zbiorach jabłek na jej farmie. W międzyczasie stara się pomóc swoim przyjaciółkom, jednakże zmęczenie jej doprowadza do wypadków. Twilight Sparkle postanawia jej pomóc, choćby siłą. |                             |                             |                                  |                      |                      |
| 05 | Griffon the Brush-Off       | Sposób na gryfa             | Cindy Morrow                     | 12 listopada 2010    | 18 października 2011 |
| W odwiedziny do Rainbow Dash przyjeżdża gryfica Gilda – koleżanka z obozu sportowego. Okazuje się, że jest ona zła i chce mieć Rainbow Dash tylko dla siebie. Dostrzega Pinkie Pie, lecz nikt jej nie wierzy. Gdy Gilda doprowadza Fluttershy do płaczu, różowy kucyk postanawia dać gryficy nauczkę. |                             |                             |                                  |                      |                      |
| 06 | Boast Busters               | Chwalipięta                 | Chris Savino                     | 19 listopada 2010    | 19 października 2011 |
| Do Ponyville przybywa jednorożec, który każe nazywać siebie Wielką i Potężną Trixie. Robi pokazy sztuczek magicznych. Jej ciągłe przemądrzanie się denerwuje kucyki. Twilight Sparkle wbrew prośbom Spike’a nie chce konkurować z przybyszką i udowodnić jej, kto jest lepszy w magii, gdyż obawia się, że zdenerwuje tym swoje przyjaciółki. W końcu Snips i Snails ściągają do miasta Wielką Niedźwiedzicę, by Trixie mogła pokazać, jak to wedle jej najlepszej opowieści, uratowała mieszkańców Hoofington przed takim samym stworem. Wychodzi wówczas na jaw, że Trixie kłamała i nie potrafi pokonać zwierzaka. Po tym, jak Twilight rozwiązuje problem, Trixie ośmieszona ucieka z miasta. |                             |                             |                                  |                      |                      |
| 07 | Dragonshy                   | Wyjście smoka               | Meghan McCarthy                  | 26 listopada 2010    | 20 października 2011 |
| Kucyki ruszają w góry, gdyż śpiący w tamtejszej grocie smok wydziela za dużo dymu zatruwającego powietrze w Ponyville. Chcą go przekonać, by przeprowadził się do innej groty. Okazuje się, że Fluttershy panicznie boi się smoków. |                             |                             |                                  |                      |                      |
| 08 | Look Before You Sleep       | Dziewczyński wieczór        | Charlotte Fullerton              | 3 grudnia 2010       | 21 października 2011 |
| Ponieważ Rarity i Applejack są zbyt zajęte kłóceniem się ze sobą na temat dbania o szczegóły, zastaje ich burza, przez co nie mogą wrócić do swoich domów. Twilight przyjmuje je pod swój dach i postanawia urządzić piżamową imprezę. Niestety postępujący konflikt dwóch kucyków coraz bardziej pogarsza atmosferę na imprezie, gdyż jedna klacz stara się drugiej zrobić jak najbardziej na złość. Gdy w domu Twilight ląduje spory konar drzewa, który klacze usunąć mogą jedynie wspólnymi siłami, Rarity i Applejack przebaczają sobie i jednoczą się. |                             |                             |                                  |                      |                      |
| 09 | Bridle Gossip               | Końska plotka               | Amy Keating Rogers               | 10 grudnia 2010      | 23 października 2011 |
| W Ponyville pojawia się nowy kucyk (klacz) w płaszczu z kapturem. Wszyscy boją się do niej zagadywać i zamykają się w domach. W końcu Apple Bloom, by udowodnić, że nie jest już dzieckiem, postanawia na własnej skórze przekonać się, czy plotki na temat przybyszki są prawdziwe. Starsze kucyki szybko ją odnajdują, przy czym dochodzi do konfrontacji z przybyszką, która okazuje się być zebrą o imieniu Zecora. Zebra mówi im, by byli uważni, ale kucyki odbierają to jako groźbę i wracają do domu. Następnego dnia rano okazuje się, że zaszły wielkie zmiany – Twilight straciła możliwość używania rogu, Rarity nie mogła doprowadzić się do ładu i porządku, Rainbow Dash nagle straciła talent do latania, Applejack skurczyła się do małych rozmiarów, a głos Fluttershy z miękkiego żeńskiego zmienił się w ciężki męski. Biorąc to za klątwę rzuconą na nie przez Zecorę, przyjaciółki ruszają do niej w celu wymuszenia odczarowania. Po drodze okazuje się, że Apple Bloom poszła sama do zebry. Kucyki przyśpieszają, by uratować klaczkę. Na miejscu jednak okazuje się, że Zecora nie jest zła. Wyjaśnia im, że ostrzeżenie dotyczyło kwiatów, na których kucyki stanęły i które odpowiadają za wszystkie zmiany, jakie zaszły w bohaterkach. Zebra postanawia im pomóc w odczynieniu uroków, jednakże jest jeden problem – wszystkie kucyki w Ponyville zamykają się przed nią przez co Zecora nie może zakupić składników potrzebnych do antidotum. Przyjaciółki pomagają jej tym samym kończąc falę plotek i w końcu antidotum jest gotowe. Kucyki zostają uleczone, a Zecora staje się ich przyjaciółką. Odcinek mówi o tym, że nie należy oceniać książki po okładce, tzn. nie oceniać innych pochopnie. |                             |                             |                                  |                      |                      |
| 10 | Swarm of the Century        | Rój stulecia                | Mitchell Aaron Larson            | 17 grudnia 2010      | 24 października 2011 |
| Fluttershy znajduje małe, słodkie stworzonko i sprowadza je do Ponyville. Ono w międzyczasie zaczyna powoli się rozmnażać. Wszyscy są zachwyceni stworzonkami, nie licząc Pinkie Pie. W końcu stworzonka rozmnażają się coraz szybciej i w końcu zaczynają siać chaos i zniszczenie w Ponyville, podczas gdy Pinkie Pie próbując zebrać zestaw instrumentów jest ciągle lekceważona przez przyjaciółki. Gdy wydaje się, że sytuacja jest już bez wyjścia, Twilight panikuje, gdyż lada moment miała być wizyta Księżniczki Celestii. W końcu przybywa Pinkie Pie grając polkę dzięki, czemu wyprowadza istoty z Ponyville. Okazuje się, że różowy kucyk od początku wiedział, czym te stworzonka są – Parasprite’ami, jakie noszą zagrożenie i jak się ich pozbyć. Kucyki uczą się, że nie wolno lekceważyć przyjaciół, nawet jeśli ich pomysły są z pozoru nie na miejscu. |                             |                             |                                  |                      |                      |
| 11 | Winter Wrap Up              | Pożegnanie Zimy             | Cindy Morrow                     | 24 grudnia 2010      | 25 października 2011 |
| W Ponyville rozpoczyna się Pożegnanie Zimy. Polega ono na uprzątnięciu całej zimy, by móc potem godnie powitać wiosnę. Mieszkańcy dzielą się na ekipy odpowiadające za odśnieżanie, wybudzanie zwierząt z zimowego snu, pogodę, pracę przy sianiu nasion, kruszenie lodów w jeziorach i szykującą gniazda dla ptaków. Tradycja zakazuje jednak używania magii, stąd Twilight Sparkle ma problem z tym, do której ekipy dołączyć. Próbuje sił w każdej, wywołując jedynie szereg problemów. Gdy okazuje się, że są spore opóźnienia w pracy i po raz kolejny nie uda się wszystkiego zrobić na czas, Twilight postanawia zająć się organizacją i zarządzaniem całą ekipą. Z jej pomocą udaje się zharmonizować i wykonać na czas wszystkie roboty i godnie powitać wiosnę. W końcu kucyk otrzymuje własną koszulkę, tym samym tworząc nowy oddział działający przy Pożegnaniu Zimy. |                             |                             |                                  |                      |                      |
| 12 | Call of the Cutie           | Znaczkowa Liga              | Meghan McCarthy                  | 7 stycznia 2011      | 26 października 2011 |
| Apple Bloom jest smutna, ponieważ jest jedynym kucykiem w swojej klasie, który nie odnalazł jeszcze swojego uroczego znaczka. Szuka pomocy u wielu kucyków, jednakże nadaremno. W końcu ląduje na przyjęciu na cześć Diamond Tiary, która swój znaczek uzyskała. Zostaje wyśmiana przez Diamond Tiarę i Silver Spoon, gdy nagle po jej stronie stają 2 kucyki również bez znaczków – Sweetie Belle i Scootaloo. Po tym kucyki zapoznają się ze sobą i postanawiają współpracować przy poszukiwaniach uroczych znaczków – zakładają Znaczkową Ligę. |                             |                             |                                  |                      |                      |
| 13 | Fall Weather Friends        | Jesienna przyjaźń           | Amy Keating Rogers               | 28 stycznia 2011     | 27 października 2011 |
| Rainbow Dash i Applejack zaczynają rywalizować o to, która z nich jest silniejsza i sprawniejsza. W tym celu organizują sobie zawody, które mają wyłonić zwycięzcę. Gdy jednak Rainbow Dash zaczyna oszukiwać i nie przestaje, Applejack rzuca jej ostateczne wyzwanie – wyścig. |                             |                             |                                  |                      |                      |
| 14 | Suited for Success          | Sukces spod igły            | Charlotte Fullerton              | 4 lutego 2011        | 28 października 2011 |
| Rarity postanawia uszyć dla swoich przyjaciółek stroje, by miały w czym pójść na Wielką Galopującą Galę. Przy okazji stroje mają być zaprezentowane na pokazie mody, który będzie oglądał znany projektant Hoity Toity. Zależy jej na tym, by suknie podobały się przyjaciółkom. Jednakże po wielu sugestiach przyjaciółek i ciężkiej pracy, stroje wychodzą fatalne i ostatecznie zostają wyśmiane przez projektanta. Rarity się załamuje. Przyjaciółki postanawiają to wynagrodzić – przyjmują pierwsze wersje sukienek i organizują nowy, tym razem prywatny pokaz mody tylko dla Hoity Toity’ego. Projektant jest zachwycony pracami, a kucyki po nauczeniu się, że darowanemu koniowi w zęby się nie zagląda, przyjmują suknie. |                             |                             |                                  |                      |                      |
| 15 | Feeling Pinkie Keen         | Różowa intuicja             | Dave Polsky                      | 11 lutego 2011       | 29 października 2011 |
| Twilight Sparkle odkrywa, że gdy Pinkie Pie ma dziwne bodźce na ciele, rzekomo powiązane z różnymi wydarzeniami dziejącymi się wokół niej, ta jej nie wierzy i postanawia przeprowadzić badania, by udowodnić, że to wszystko nie jest prawdą. Po wielu trudach w końcu przyznaje, że nie można wszystkiego wyjaśnić naukowo i trzeba czasem wierzyć przyjaciołom na słowo, akceptować wszystko tak jak jest. |                             |                             |                                  |                      |                      |
| 16 | Sonic Rainboom              | Ponaddźwiękowe Bum          | Mitchell Aaron Larson            | 18 lutego 2011       | 30 października 2011 |
| Rainbow Dash szykuje się do zawodów dla pegazów w jej rodzinnym Cloudsdale. Jednakże porażki przy trenowaniu jej najlepszego numeru – Ponaddźwiękowego Bum oraz fakt, że wszystkie pegazy zachwycone są sztuczkami Rarity, która uzyskała skrzydła powodują, że ta jest coraz bardziej stresowana przed występem. Wygrywa jednak zawody po tym, jak ratuje Rarity z opresji – jej magicznie wyczarowane skrzydła spalają się i jednorożec o mało co się nie rozbija na ziemi. |                             |                             |                                  |                      |                      |
| 17 | Stare Master                | Mistrzyni spojrzenia        | Chris Savino                     | 25 lutego 2011       | 31 października 2011 |
| Fluttershy zgadza się zaopiekować się Sweetie Belle, Apple Bloom i Scootaloo. Opieka jednak nie idzie jej łatwo – małe kucyki są pełne energii i w końcu wymykają się do lasu, gdzie zostają zamienione w kamień przez bazyliszka. Ten sam efekt spotyka Twilight. Fluttershy w końcu nie wytrzymuje i dochodzi do konfrontacji kucyka z bazyliszkiem, podczas którego ta wykorzystuje swoje mocne spojrzenie, którym zawsze wymusza na zwierzętach odpowiednie zachowanie. Kucyki zostają odczarowane, a źrebaki są już jej posłuszne. |                             |                             |                                  |                      |                      |
| 18 | The Show Stoppers           | Konkurs talentów            | Cindy Morrow                     | 4 marca 2011         | 1 listopada 2011     |
| Znaczkowa Liga postanawia wziąć udział w konkursie talentów jako zespół muzyczny. Jednakże mimo że wiedzą, co umieją i lubią robić, postanawiają robić rzeczy wydające się im fajniejsze. W efekcie końcowym występ wypada fatalnie – kucyki zostają wyśmiane. Zyskują jednak nagrodę za najśmieszniejsze przedstawienie. |                             |                             |                                  |                      |                      |
| 19 | A Dog and Pony Show         | Kucyki i psy                | Amy Keating Rogers               | 11 marca 2011        | 2 listopada 2011     |
| Rarity i Spike wybierają się poza Ponyville zebrać nieco szmaragdów potrzebnych kucykowi do wykonania zamówionych ubrań. Zostaje nagle uprowadzona przez bandę Diamentowych Psów po tym, jak oni dowiadują się, że Rarity potrafi wyszukiwać kamienie szlachetne. Spike i reszta kucyków rusza jej na ratunek. |                             |                             |                                  |                      |                      |
| 20 | Green Isn’t Your Color      | W zielonym ci nie do twarzy | Meghan McCarthy                  | 18 marca 2011        | 3 listopada 2011     |
| Rarity ma szansę zaprezentować się przed sławnym fotografem w świecie mody – Photo Finish. Potrzebuje jednak idealną modelkę, stąd błaga Fluttershy o pomoc. Fluttershy się zgadza. Photo Finish jest zachwycona, jednakże nie strojami, lecz modelką. W efekcie tego Rarity zostaje zepchnięta w cień, a Fluttershy wbrew jej woli staje się sławną modelką. Każda z nich godzi się ze swoim losem ze względu na drugą osobę. Twilight w międzyczasie zostaje uwikłana w trzymanie ich sekretów i jest pilnowana bardzo przez Pinkie Pie. W końcu po nie pomyślnym przebiegnięciu planu Twilight pomocy żółtej pegazicy uwolnić się od świata mody, Rarity przybywa do Fluttershy i odbywają szczerą rozmowę, w której wyjaśniają sobie wszystko. Fluttershy w końcu rzuca pracę modelki, a Twilight nie wytrzymuje i zdradza tajemnicę Rarity i Fluttershy oraz dodatkową „tajemnicę” Spike’a o byciu zakochanym w Rarity przez co ten staje się osobistym pomocnikiem białego jednorożca. |                             |                             |                                  |                      |                      |
| 21 | Over a Barrel               | Impas                       | Dave Polsky                      | 25 marca 2011        | 4 listopada 2011     |
| Kucyki jadą do Appleloosy zawieźć ukochane drzewo jabłkowe Applejack. W trakcie drogi jednak pociąg zostaje zaatakowany przez stado bizonów, które porywają drzewo i Spike’a. Okazuje się, że bizony są przeciwko tworzeniu sadu jabłek na trasie mającej wielkie znaczenie w ich kulturze. Kucyki z Appleloosy zaś nie chcą zrezygnować ze swoich planów, ponieważ muszą mieć co jeść. Pinkie Pie próbuje załagodzić sytuację piosenką, jednakże nie podoba się ona widowni i jedynie pogarsza sytuację. Wódz bizonów i szeryf z Appleloosy wypowiadają sobie wojnę. Dochodzi do bitwy. Bizony sieją zniszczenie, zaś kucyki atakują jabłkowymi ciastami. Nagle obrywa wódz bizonów. Pada na ziemię i przypadkiem kosztuje ciasta. Ciasto okazało się być tak dobre, że postanowiono dojść w końcu do kompromisu – sad może zostać, jedynie ma być pas drogi umożliwiający bizonom przebieganie tamtędy. Dodatkowo bizony mają od teraz część udziału w zyskach z sadu w postaci ciast. |                             |                             |                                  |                      |                      |
| 22 | A Bird in the Hoof          | Ptaszek na uwięzi           | Charlotte Fullerton              | 8 kwietnia 2011      | 6 listopada 2011     |
| Do Ponyville przybywa z wizytą Księżniczka Celestia ze swoim feniksem. Fluttershy widząc, w jak kiepskim stanie jest ptak, porywa go i postanawia wyleczyć go. Sytuacja jednak coraz bardziej się pogarsza – ptak się stawia, potem ucieka, w końcu zmienia się w popiół. Pegazica jest zmuszona wyznać prawdę księżniczce. Ta jej przebacza i wyjaśnia, że feniksy starzeją się, spalają się, a potem odradzają się z popiołów, co też dzieje się na ich oczach. |                             |                             |                                  |                      |                      |
| 23 | The Cutie Mark Chronicles   | Z kronik Ligi Znaczkowej    | Mitchell Aaron Larson            | 15 kwietnia 2011     | 7 listopada 2011     |
| Apple Bloom, Scootaloo i Sweetie Belle chcą się dowiedzieć, jak Rainbow Dash, Fluttershy, Rarity, Applejack, Pinkie Pie i Twilight Sparkle dostały urocze znaczki. Poznając te historie, dochodzą do wniosku, że wszystkie sześć opowieści są ze sobą powiązane. |                             |                             |                                  |                      |                      |
| 24 | Owl’s Well That Ends Well   | Sowa mądra głowa            | Cindy Morrow                     | 22 kwietnia 2011     | 8 listopada 2011     |
| Twilight przyjmuje nowego asystenta do pomocy przy jej badaniach naukowych, by pracował w nocy, podczas gdy Spike może pójść spać i odpocząć. To jednak nie zadowala Spike’a, który robi się coraz bardziej zazdrosny o ptaka. |                             |                             |                                  |                      |                      |
| 25 | Party of One                | Samotna imprezka            | Meghan McCarthy                  | 29 kwietnia 2011     | 9 listopada 2011     |
| Pinkie Pie po wyprawieniu udanej imprezy na cześć jej aligatora – Gummy’ego, postanawia zorganizować after-party. Wszystkie kucyki jednak wykręcają się od imprezy i ewidentnie widać, że mają jakiś sekret przed nią. Różowy kucyk zaczyna bać się, że przyjaciółki już jej nie lubią i postanowiły wyrzucić ją z paczki. Te obawy pogłębia Spike, co wywołuje w niej załamanie. |                             |                             |                                  |                      |                      |
| 26 | The Best Night Ever         | Niezapomniany wieczór       | Amy Keating Rogers               | 6 maja 2011          | 10 listopada 2011    |
| Kucyki ruszają na Wielką Galopującą Galę. Każda z nich ma własny cel, który chce osiągnąć na tej gali, jednakże żadnej nic nie wychodzi. W końcu impreza wymyka się spod kontroli, gdy te postanawiają się tak bardzo łatwo się nie poddawać. |                             |                             |                                  |                      |                      |

### Sezon 2 (2011-12)
| 27 | The Return of Harmony Part 1        | Powrót do Harmonii – część 1     | Mitchell Aaron Larson                     | 17 września 2011     | 27 października 2012 |
| Księżniczka Celestia wzywa kucyki do swojego zamku, aby przy pomocy Klejnotów Harmonii, pokonały Discorda – jej dawnego wroga. Okazuje się jednak, że te zostały wykradzione i szóstka przyjaciółek musi je odnaleźć nim wszystko w Equestrii zostanie obrócone w totalny chaos. |                                     |                                  |                                           |                      |                      |
| 28 | The Return of Harmony Part 2        | Powrót do Harmonii – część 2     | Mitchell Aaron Larson                     | 24 września 2011     | 27 października 2012 |
| Gdy Discord obrócił całą Equestrię w straszny chaos, szóstka przyjaciółek poddała się jego rządom, lecz nie na długo. W końcu pokonują dzięki odnalezionym Elementom Harmonii zmieniają Discorda w kamienny posąg i przywróciły porządek w Equestrii. |                                     |                                  |                                           |                      |                      |
| 29 | Lesson Zero                         | Zerowa lekcja                    | Meghan McCarthy                           | 15 października 2011 | 27 października 2012 |
| Twilight odkrywa, że nie napisała jeszcze swojego cotygodniowego listu o przyjaźni do Księżniczki Celestii. Stara się więc znaleźć jakiś przyjacielski problem, który mogłaby rozwiązać i zrelacjonować, ale kiedy orientuje się, że nic się nie dzieje, postanawia sama stworzyć problem. |                                     |                                  |                                           |                      |                      |
| 30 | Luna Eclipsed                       | Luna odmieniona                  | Mitchell Aaron Larson                     | 22 października 2011 | 27 października 2012 |
| Kucyki odbywają się w Noc Koszmarów, czyli święcie wzorowanym na Halloween, w czasie którego źrebaki zbierają cukierki, a potem część z nich oddają ofierze Księżycowej Wiedźmie. W czasie tej nocy, Twilight Sparkle pomaga Księżniczce Lunie zdobyć sympatię poddanych i dostosować się do otoczenia. |                                     |                                  |                                           |                      |                      |
| 31 | Sisterhooves Social                 | Siostrzany sojusz                | Cindy Morrow                              | 5 listopada 2011     | 1 listopada 2012     |
| Rarity i Sweetie Belle przechodzą siostrzany kryzys. Jedynym sposobem, aby go rozwiązać jest udział w tytułowym wydarzeniu. |                                     |                                  |                                           |                      |                      |
| 32 | The Cutie Pox                       | Znaczkowa ospa                   | Amy Keating Rogers                        | 12 listopada 2011    | 2 listopada 2012     |
| Apple Bloom zapada na tajemniczą chorobę powodującą pojawianie się niezliczonej ilości znaczków na jej ciele, czyli tzw. „znaczkową ospę”. |                                     |                                  |                                           |                      |                      |
| 33 | May the Best Pet Win!               | Konkurs pupili                   | Charlotte Fullerton                       | 19 listopada 2011    | 3 listopada 2012     |
| Rainbow Dash decyduje się przygarnąć zwierzaka, jednak szczęściarza wyłonić ma dopiero konkurs. W międzyczasie bohaterka dowiaduje się, że słowo „pupil” oznacza przyjaciela, który zawsze pomoże. |                                     |                                  |                                           |                      |                      |
| 34 | The Mysterious Mare Do Well         | Tajemnicza wybawicielka          | Merriwether Williams                      | 26 listopada 2011    | 4 listopada 2012     |
| Status Rainbow Dash w miasteczku wzrasta do rangi bohatera. Jednak w mieście pojawia się zupełnie nowa bohaterka, zwana przez mieszkańców Tajemniczą Wybawicielką, która zawsze jest na miejscu zdarzenia parę chwil przed Rainbow, podczas gdy ona nie daje sobie rady... |                                     |                                  |                                           |                      |                      |
| 35 | Sweet and Elite                     | Gwiazda salonów                  | Meghan McCarthy                           | 3 grudnia 2011       | 5 listopada 2012     |
| Rarity odwiedza Canterlot i zostaje przyjęta do jego elity. Bycie popularną tak przypadło jej do gustu, że nie zdołała uszyć sukienki urodzinowej dla Twilight Sparkle na czas. Po otrzymaniu zaproszenia na przyjęcie ogrodowe, Rarity pisze do Twilight, że nie zdoła przybyć do Ponyville na jej urodziny. Twilight i reszta kucyków przybywa więc do Canterlot by móc być razem ze swoją przyjaciółką. |                                     |                                  |                                           |                      |                      |
| 36 | Secret of My Excess                 | Tajemnica nadmiaru               | Mitchell Aaron Larson                     | 10 grudnia 2011      | 6 listopada 2012     |
| Spike robi się strasznie chciwy, co powoduje jego urośnięcie do niebotycznych rozmiarów. |                                     |                                  |                                           |                      |                      |
| 37 | Family Appreciation Day             | Dzień uznania dla rodziny        | Cindy Morrow                              | 7 stycznia 2012      | 7 listopada 2012     |
| Apple Bloom stara się powstrzymać Babcię Smith od przyjścia do szkoły na Dzień Uznania Dla Rodziny. Jest to pierwszy odcinek, w którym z głównych bohaterek pojawia się tylko jedna – Applejack. |                                     |                                  |                                           |                      |                      |
| 38 | Baby Cakes                          | Bobasy Cake                      | Charlotte Fullerton                       | 14 stycznia 2012     | 8 listopada 2012     |
| Pinkie Pie opiekuje się bliźniakami Państwa Cake, jednak okazuje się to znacznie trudniejsze niż myślała. |                                     |                                  |                                           |                      |                      |
| 39 | Hearth’s Warming Eve                | Wigilia Serdeczności             | Merriwether Williams                      | 17 grudnia 2011      | 9 listopada 2012     |
| Główne bohaterki wystawiają sztukę w Canterlocie przedstawiającą założenie Equestrii. |                                     |                                  |                                           |                      |                      |
| 40 | The Last Roundup                    | Ostatnia gonitwa                 | Amy Keating Rogers                        | 21 stycznia 2012     | 11 listopada 2012    |
| Główne bohaterki dostają list od Applejack, w którym napisała, że nie wraca do Ponyville po Zawodach Rodeo w Canterlocie. Kucyki muszą więc wyruszyć w podróż i dowiedzieć się, dlaczego ich przyjaciółka podjęła taką decyzję. |                                     |                                  |                                           |                      |                      |
| 41 | The Super Speedy Cider Squeezy 6000 | Super Szybki Wyciskacz Soku 6000 | Mitchell Aaron Larson                     | 28 stycznia 2012     | 12 listopada 2012    |
| Bracia Flim Flam przyjeżdżają do Ponyville i wyzywają rodzinę Apple na sokowy pojedynek. |                                     |                                  |                                           |                      |                      |
| 42 | Read It and Weep                    | Czytaj i płacz                   | Cindy Morrow                              | 4 lutego 2012        | 13 listopada 2012    |
| Rainbow Dash, w trakcie swoich podniebnych akrobacji ulega wypadkowi. Trafia do szpitala i tam dowiaduje się, jaką przyjemnością może okazać się czytanie, sięgając po książkę o Dzielnej Do – odważnej pegazicy z mnóstwem przygód. |                                     |                                  |                                           |                      |                      |
| 43 | Hearts and Hooves Day               | Dzień Serc i Podków              | Meghan McCarthy                           | 11 lutego 2012       | 14 listopada 2012    |
| Znaczkowa Liga stawia sobie za cel znalezienie specjalnego kucyka dla pani Cheerilee z okazji Dnia Serc i Podków. Wybór trafia na Big Macintosh’a. |                                     |                                  |                                           |                      |                      |
| 44 | A Friend in Deed                    | Przyjaciel w potrzebie           | Amy Keating Rogers                        | 18 lutego 2012       | 15 listopada 2012    |
| Pinkie Pie za wszelką cenę postanowiła zaprzyjaźnić się z osłem Crankym, jednak on nie był zainteresowany tą ofertą. Po długich namowach zgadza się na przyjaźń i wszystko kończy się szczęśliwie. |                                     |                                  |                                           |                      |                      |
| 45 | Putting Your Hoof Down              | Lekcja stanowczości              | Charlotte Fullerton, Merriwether Williams | 3 marca 2012         | 16 listopada 2012    |
| Fluttershy uczy się asertywności, ponieważ nie chce być popychadłem, ale nie wychodzi to jej na dobre. |                                     |                                  |                                           |                      |                      |
| 46 | It’s About Time                     | Pora na czas                     | Mitchell Aaron Larson                     | 10 marca 2012        | 17 listopada 2012    |
| Twilight próbuje za wszelką cenę zapobiec katastrofie, którą zapowiedziała jej Twilight z przyszłości. |                                     |                                  |                                           |                      |                      |
| 47 | Dragon Quest                        | Poszukiwacze smoków              | Merriwether Williams                      | 17 marca 2012        | 18 listopada 2012    |
| Spike wyrusza w podróż, aby odnaleźć swoje prawdziwe przeznaczenie. |                                     |                                  |                                           |                      |                      |
| 48 | Hurricane Fluttershy                | Huraganowa Fluttershy            | Cindy Morrow                              | 24 marca 2012        | 19 listopada 2012    |
| Fluttershy stara się przezwyciężyć swoją nieśmiałość i pomóc pegazom w utworzeniu tornada, które dostarczy wodę do Cloudsdale. |                                     |                                  |                                           |                      |                      |
| 49 | Ponyville Confidential              | Sekrety Ponyville                | Mitchell Aaron Larson                     | 31 marca 2012        | 20 listopada 2012    |
| Znaczkowa Liga otwiera kolumnę plotkarską w szkolnej gazetce. |                                     |                                  |                                           |                      |                      |
| 50 | MMMystery on the Friendship Express | Zagadka w Ekspresie Przyjaźni    | Amy Keating Rogers                        | 7 kwietnia 2012      | 21 listopada 2012    |
| Pinkie Pie musi dowieść kto nadgryzł tort państwa Cake, który obiecała dostarczyć na zawody cukiernicze. |                                     |                                  |                                           |                      |                      |
| 51 | A Canterlot Wedding – Part 1        | Ślub w Canterlocie – część 1     | Meghan McCarthy                           | 21 kwietnia 2012     | 3 listopada 2012     |
| Twilight Sparkle dowiaduje się, że jej brat Shining Armor żeni się z jej opiekunką z dzieciństwa, Księżniczką Cadance. Problem w tym, że jej charakter zmienił się diametralnie na gorszy... |                                     |                                  |                                           |                      |                      |
| 52 | A Canterlot Wedding – Part 2        | Ślub w Canterlocie – część 2     | Meghan McCarthy                           | 21 kwietnia 2012     | 3 listopada 2012     |
| Królowa Chrysalis, która była fałszywą księżniczką Cadence, przejmuje ze swoją armią podmieńców władzę nad Equestrią i jej mieszkańcami.Główne bohaterki przegrywają z podmieńcami, lecz z pomocą miłości Shining Armora i Cadence wypędzają je razem z ich królową z Equestrii na zawsze. Potem ślub Shining Armora i Cadence zostaje wznoniony i ci z kolei pobrali się.                                 |                                     |                                  |                                           |                      |                      |

### Sezon 3 (2012-13)
| 53 | The Crystal Empire – Part I  | Kryształowe królestwo – część 1 | Meghan McCarthy                                | 10 listopada 2012 | 20 maja 2013   |
| Twilight Sparkle dostaje od Księżniczki Celestii zadanie – ma pomóc Shining Armorowi i Cadance uratować Kryształowe Imperium przed powrotem Króla Sombry. Kucyk wraz ze swoimi przyjaciółmi po przybyciu na miejsce próbują uzyskać jakichkolwiek informacji na temat miejsca i wroga, jednakże okazuje się, że Kryształowe Kucyki po powrocie z wieloletniego zniknięcia całego Imperium nie pamiętają nic. By pomóc im odzyskać pamięć, organizują jarmark związany z takim artefaktem jak Kryształowe Serce, które później okazuje się być prawdziwym przedmiotem, który zaginął wieki temu. Twilight rusza ze Spikiem w poszukiwania, zaś Król Sombra przystępuje do ataku na państwo. |                              |                                 |                                                |                   |                |
| 54 | The Crystal Empire – Part II | Kryształowe królestwo – część 2 | Meghan McCarthy                                | 10 listopada 2012 | 21 maja 2013   |
| Kryształowe Imperium zostaje zaatakowane przez Króla Sombrę. W międzyczasie Twilight Sparkle i Spike poszukują Kryształowego Serca ukrytego gdzieś w pałacu. Po jego odnalezieniu udaje się pokonać przeciwnika, uwolnić mieszkańców i zaprowadzić rządy Księżniczki Cadance i księcia Shining Armora. Twilight tym samym zdaje egzamin i wchodzi na wyższy poziom nauki. |                              |                                 |                                                |                   |                |
| 55 | Too Many Pinkie Pies         | Wszędzie Pinkie Pie             | Dave Polsky                                    | 17 listopada 2012 | 22 maja 2013   |
| Pinkie Pie chce spędzać czas z każdym swoim przyjacielem. Gdy zdaje sobie sprawę z tego, że jest to niemożliwe, przypomina sobie legendę o magicznym jeziorku, które tworzy klona tego, kto wypowie odpowiednie zaklęcie i wejdzie do niego. W efekcie tego Pinkie Pie tworzy masę klonów, które wymykają się spod kontroli i zaczynają siać chaos w Ponyville. Co gorsza, nikt nie potrafi wskazać prawdziwego kucyka. W końcu wszystkie zostają zebrane w jednym miejscu, gdzie dzięki specjalnemu zadaniu udaje się odnaleźć tę prawdziwą, zaś fałszywe klony odesłać z powrotem do jeziorka. Droga do jeziorka zostaje zamknięta. |                              |                                 |                                                |                   |                |
| 56 | One Bad Apple                | Zgniłe jabłko                   | Cindy Morrow                                   | 24 listopada 2012 | 23 maja 2013   |
| Do rodziny Apple w odwiedziny przyjeżdża kuzynka Apple Bloom – Babs Seed z Manehattan, która również ma problem ze znalezieniem swojego uroczego znaczka przez co jest wyśmiewana w swoim otoczeniu. Apple Bloom próbuje ją wciągnąć do Znaczkowej Ligi, ta jednak chcąc uniknąć nowej fali poniżania, tym razem ze strony Diamond Tiary i Silver Spoon, przechodzi na ich stronę i zaczyna prześladować Apple Bloom, Sweetie Belle i Scootaloo. W końcu tamte postanawiają wziąć odwet. Gdy jednak odkryły prawdę na temat Babs Seed, zdały sobie sprawę z tego, co chcą uczynić. Ratują Babs Seed przed ich pułapką. Dochodzi do pogodzenia się kucyków i Babs Seed od teraz nie dość, że jest przeciwko Diamond Tiarze i Silver Spoon, to wraca do Manehattanu z zamiarem założenia tamtejszego oddziału Znaczkowej Ligi. |                              |                                 |                                                |                   |                |
| 57 | Magic Duel                   | Pojedynek na czary              | Mitchell Aaron Larson                          | 1 grudnia 2013    | 24 maja 2013   |
| Do Ponyville powraca Trixie z amuletem, który daje jej ogromną moc. Wyzywa Twilight Sparkle na pojedynek, w którym ta przegrywa. W efekcie tego zostaje wyrzucona z Ponyville, a Trixie zaprowadza własne rządy w mieście. Jednorożec przychodzi po pomoc i trening do Zecory. Po odkryciu prawdy na temat Trixie, ta z pomocą przyjaciółek i sprytnego planu pokonuje Trixie i uwalnia miasto spod jej panowania. |                              |                                 |                                                |                   |                |
| 58 | Sleepless in Ponyville       | Bezsenność w Ponyville          | Corey Powell                                   | 8 grudnia 2012    | 26 maja 2013   |
| Apple Bloom i Sweetie Belle ze swoimi siostrami oraz Scootaloo i Rainbow Dash wyruszają na biwak. Małej pegazicy bardzo zależy na zaimponowaniu swojej idolce – starszemu pegazowi marząc o tym, by ta ją uczyniła swoją siostrą i uczyła jej bycia taką jak ona. W międzyczasie zaczynają ją dręczyć koszmary, co wywołuje dodatkowo lęk przed ukazaniem słabości przy Rainbow Dash. Z pomocą w śnie przychodzi do niej Księżniczka Luna, która udziela jej rady, by stawiła czoło swoim lękom. Scootaloo w końcu wpada do rwącej rzeki, skąd ratuje ją jej idolka. Wówczas korzysta z rady księżniczki i zwierza się wybawicielce ze swoich lęków. Rainbow Dash okazuje się ją doskonale rozumieć i przyjmuje ją pod swoje skrzydło.                                                                                       |                              |                                 |                                                |                   |                |
| 59 | Wonderbolts Academy          | Akademia Wonderbolts            | Merriwether Williams                           | 15 grudnia 2012   | 26 maja 2013   |
| Rainbow Dash w końcu może spełnić swoje największe marzenie o dostaniu się do Wonderboltsów – zostaje przyjęta do ich Akademii. Na miejscu zawiązuje przyjaźń z Lightning Dust, z którą powoli zaczyna coraz bardziej konkurować o tytuł najlepszego lotnika. |                              |                                 |                                                |                   |                |
| 60 | Just For Sidekicks           | Tylko dla pomocników            | Corey Powell                                   | 26 stycznia 2013  | 28 maja 2013   |
| Podczas gdy kucyki wyjeżdżają do Kryształowego Imperium w celu wykonania nowego zadania, Spike’owi zostają powierzone do opieki ich zwierzęta. Smok chce zarobić w ten sposób szmaragdy potrzebne do ugotowania wymarzonego tortu. Szybko jednak okazuje się, że opieka nad zwierzętami to nie jest lekkie zajęcie. |                              |                                 |                                                |                   |                |
| 61 | Apple Family Reunion         | Zjazd rodziny Apple             | Cindy Morrow                                   | 22 grudnia 2012   | 27 maja 2013   |
| Applejack postanawia zorganizować zjazd rodziny Apple. Jednakże jej starania, by był to najlepszy zjazd powoduje, że impreza jest przepełniona atrakcjami, zaś nie ma możliwości, by członkowie rodziny na spokojnie ze sobą porozmawiali. Jednak gdy dochodzi do wypadku, w efekcie którego trzeba odbudować stodołę, wszyscy chętnie się biorą do roboty i w końcu zjazd zostaje uznany za najlepszy, jaki dotąd był. |                              |                                 |                                                |                   |                |
| 62 | Spike at Your Service        | Spike do usług                  | Dave Polsky napisane przez Merriwether Wiliams | 29 grudnia 2012   | 31 maja 2013   |
| Spike ląduje w lesie, gdzie od śmierci ratuje go Applejack. Od tego momentu według Smoczego Kodeksu Spike ma dług wdzięczności do spłacenia, tak więc od tego momentu pomaga klaczce jak może. Dla niej to jednak jest tylko coraz większym problemem. |                              |                                 |                                                |                   |                |
| 63 | Keep Calm and Flutter On     | Tylko spokojnie, Fluttershy     | Dave Polsky                                    | 19 stycznia 2013  | 29 maja 2013   |
| Do Ponyville przybywa Księżniczka Celestia z niecodziennym zadaniem dla głównych bohaterek. Chce ona, by uwolniły Discorda z kamienia i poddały go resocjalizacji. Szczególnie pokłada ona nadzieję we Fluttershy. Pegazica wierzy w to, że zmiana ich wroga jest możliwa, w przeciwieństwie do jej przyjaciółek. |                              |                                 |                                                |                   |                |
| 64 | Games Ponies Play            | Kucykowe dyscypliny             | Mitchell Aaron Larson                          | 9 lutego 2013     | 30 maja 2013   |
| Rainbow Dash wraz z przyjaciółkami ma pomóc Kryształowemu Imperium uzyskać możliwość organizacji słynnych zawodów. |                              |                                 |                                                |                   |                |
| 65 | Magical Mystery Cure         | Sposób na zaklęcie              | Mitchell Aaron Larson                          | 16 lutego 2013    | 1 czerwca 2013 |
| Twilight Sparkle przypadkowo rzuca na Klejnoty Harmonii niedokończone zaklęcie, które zmienia znaczki swych przyjaciółek. Stara się przywrócić im ich osobowość poprzez pomoc. Po pokonaniu zaklęcia i ukończeniu go okazuje się, że Twilight przeznaczone jest zostać księżniczką Equestrii i właśnie ukończyła ostateczny test. Dochodzi do jej przemienienia w alicorna i koronacji. |                              |                                 |                                                |                   |                |

### Sezon 4 (2013-14)
| 66 | Princess Twilight Sparkle – Part 1 | Księżniczka Twilight Sparkle – część 1 | Meghan McCarthy                                     | 23 listopada 2013    | 1 czerwca 2014   |
| Księżniczka Celestia i Księżniczka Luna zniknęły tuż przed Obchodami Letniego Słońca. Twilight Sparkle próbuje dowiedzieć się, co się z nimi stało, a Las Everfree nawiedza Ponyville. |                                    |                                        |                                                     |                      |                  |
| 67 | Princess Twilight Sparkle – Part 2 | Księżniczka Twilight Sparkle – część 2 | Meghan McCarthy                                     | 23 listopada 2013    | 1 czerwca 2014   |
| Twilight Sparkle odkrywa pochodzenie Elementów Harmonii, a ona i jej przyjaciele szukają przyczyny inwazji lasu Everfree. |                                    |                                        |                                                     |                      |                  |
| 68 | Castle Mane-ia                     | Zamko-mania                            | Josh Haber                                          | 30 października 2013 | 1 czerwca 2014   |
| Tajemnicza obecność następuje, gdy Twilight Sparkle i jej przyjaciółki idą do starego zamku Księżniczki Celestii i Księżniczki Luny. |                                    |                                        |                                                     |                      |                  |
| 69 | Daring Don’t                       | Samodzielna dzielna Do                 | Dave Polsky                                         | 7 grudnia 2013       | 1 czerwca 2014   |
| Kiedy wydanie następnej książki o Dzielnej Do jest opóźnione, Rainbow Dash bierze sprawy w swoje kopyta, prowadząc jej przyjaciół, aby zrobić szokujące odkrycie o serii książek autorki. |                                    |                                        |                                                     |                      |                  |
| 70 | Flight to the Finish               | Przyjaźń uskrzydla                     | Ed Valentine                                        | 14 grudnia 2013      | 1 czerwca 2014   |
| W tym odcinku, Znaczkowa Liga chce nieść flagę Ponyville na igrzyskach Equestrii, ale po kilku bolesnych uwagach od Diamond Tiary i Silver Spoon, Scootaloo chce zrobić więcej niż tylko nosić flagę. |                                    |                                        |                                                     |                      |                  |
| 71 | Power Ponies                       | Super kucyki                           | Meghan McCarthy, Charlotte Fullerton, Betsy McGowen | 21 grudnia 2013      | 1 czerwca 2014   |
| Spike, Twilight Sparkle i reszta jej przyjaciółek są porwani do świata komiksu i muszą pokonać maniakalnego superzłoczyńcę-Maniaczkę, aby stamtąd uciec. |                                    |                                        |                                                     |                      |                  |
| 72 | Bats!                              | Nietoperze                             | Merriwether Williams                                | 28 grudnia 2013      | 7 czerwca 2014   |
| Farmę Sweet Apple nawiedza plaga owocowych nietoperzy wampirów, Applejack i Fluttershy mają jednak inne wizje na pozbycie się problemu. |                                    |                                        |                                                     |                      |                  |
| 73 | Rarity Takes Manehattan            | Rarity podbija Manehattan              | Dave Polsky                                         | 4 stycznia 2014      | 8 czerwca 2014   |
| Rarity wraz z przyjaciółkami i Spikiem wybiera się do Manehattanu na pokaz mody, w którym bierze udział. Niestety jej szczodrość, okaże się dobrą i złą stroną. |                                    |                                        |                                                     |                      |                  |
| 74 | Pinkie Apple Pie                   | Pinkie Apple Pie                       | Natasha Levinger                                    | 11 stycznia 2014     | 9 czerwca 2014   |
| Pinkie Pie dokonuje odkrycia, że jest spokrewniona z Rodziną Apple. Razem z Applejack, Apple Bloom, Big Macintoshem i Babcią Smith wyrusza do klaczy, która może to potwierdzić. |                                    |                                        |                                                     |                      |                  |
| 75 | Rainbow Falls                      | Rainbow Falls                          | Corey Powell                                        | 18 stycznia 2014     | 10 czerwca 2014  |
| Rainbow Dash i jej drużyna z Ponyville stawiają się w lotach kwalifikacyjnych do Equestriańskich Igrzysk. Wtedy drużyna z Cloudsdale oferuje Rainbow miejsce w swoim składzie. Pegaz staje przed obliczem ciężkiej decyzji, co do tego komu pozostanie lojalna.                                                |                                    |                                        |                                                     |                      |                  |
| 76 | Three’s a Crowd                    | O jednego za dużo                      | Meghan McCarthy oraz Ed Valentine                   | 25 stycznia 2014     | 12 czerwca 2014  |
| Księżniczka Cadance odwiedza Twilight i planują razem spędzić dzień. Niestety, plany psuje pozornie chory Discord. |                                    |                                        |                                                     |                      |                  |
| 77 | Pinkie Pride                       | Honor Pinkie                           | Amy Keating Rogers i Jayson Thiessen                | 1 lutego 2014        | 11 czerwca 2014  |
| Do Ponyville przyjeżdża Cheese Sandwich, imprezowy kucyk i chce zorganizować dla Rainbow Dash urodziny. Pinkie Pie musi pokazać mu, kto naprawdę tu rządzi. |                                    |                                        |                                                     |                      |                  |
| 78 | Simple Ways                        | Proste życie                           | Josh Haber                                          | 8 lutego 2014        | 13 czerwca 2014  |
| Rarity zakochuje się w wędrownym pisarzu Trenderhoofie, jednakże on jest bardziej zainteresowany Applejack. Gustowna klacz postanawia się ubierać i zachowywać jak koleżanka z farmy, co kończy się niezłym bałaganem.                                                                                         |                                    |                                        |                                                     |                      |                  |
| 79 | Filli Vanilli                      | Fluttershy ma głos                     | Amy Keating Rogers                                  | 15 lutego 2014       | 13 września 2014 |
| Big Mac stracił głos i nie może śpiewać w zespole The Ponytones wraz z Rarity, Toe-Tapper i Torch Song. Rarity pragnie aby Fluttershy z nimi zaśpiewała. Jednak jej nieśmiała przyjaciółka panicznie boi się sceny.                                                                                            |                                    |                                        |                                                     |                      |                  |
| 80 | Twilight Time                      | Nauka z Twilight                       | Dave Polsky                                         | 22 lutego 2014       | 14 września 2014 |
| Znaczkowa Liga ma prywatne lekcje z Twilight. Kiedy ta wiadomość rozprzestrzenia się wśród młodych kucyków wszystkie chcą się z nimi uczyć. Twilight i Znaczkowa Liga będą miały mnóstwo problemów. |                                    |                                        |                                                     |                      |                  |
| 81 | It Ain’t Easy Being Breezies       | Nielekko być bryzusiem                 | Natasha Levinger                                    | 1 marca 2014         | 15 września 2014 |
| Fluttershy podejmuje akcję ratowania małych Bryzusiów. |                                    |                                        |                                                     |                      |                  |
| 82 | Somepony to Watch Over Me          | Lekcja samodzielności                  | Scott Sonnenborn                                    | 8 marca 2014         | 16 września 2014 |
| Apple Bloom musi zostać sama w domu na cały dzień. Jest pewna, że da sobie radę, jednak jej siostra ma wątpliwości. |                                    |                                        |                                                     |                      |                  |
| 83 | Maud Pie                           | Maud Pie                               | Noelle Benvenuti                                    | 15 marca 2014        | 18 września 2014 |
| Ponyville odwiedza siostra Pinkie Pie – Maud Pie. Pinkie jest bardzo podekscytowana, jednak inne kucyki mają problem z zaprzyjaźnieniem się z siostrą różowej klaczy. |                                    |                                        |                                                     |                      |                  |
| 84 | For Whom the Sweetie Bell Toils    | Oklaski dla Sweetie Belle              | Dave Polsky                                         | 22 marca 2014        | 19 września 2014 |
| Sweetie Belle niszczy celowo strój Rarity dla ważnego klienta. W nocy Księżniczka Luna odwiedza sen małej klaczki i razem odbywają podróż po przeszłości, teraźniejszości i przyszłości. |                                    |                                        |                                                     |                      |                  |
| 85 | Leap of Faith                      | Wiara czyni cuda                       | Josh Haber                                          | 29 marca 2014        | 20 września 2014 |
| Babcia Smith dzięki Magicznemu Tonikowi Braci Flim Flam zaczyna wierzyć, że odzyskała dawne siły, przez co decyduje się wykonać niebezpieczny skok do wody. |                                    |                                        |                                                     |                      |                  |
| 86 | Testing, Testing,1,2,3             | Skrzydlata wiedza                      | Amy Keating Rogers                                  | 5 kwietnia 2014      | 21 września 2014 |
| Rainbow próbuje poznać historię Wonderbolts, aby się dostać do ich rezerw, a jej przyjaciółki pomagają jej, wykorzystując różne metody nauki. |                                    |                                        |                                                     |                      |                  |
| 87 | Trade Ya!                          | Targi wymiany                          | Scott Sonnenborn                                    | 19 kwietnia 2014     | 17 września 2014 |
| Kiedy wycieczka na jarmark w Tęczowych Wodospadach nie idzie zgodnie z oczekiwaniami, główna szóstka i Spike nauczą się, jak naprawdę cenna jest ich przyjaźń. |                                    |                                        |                                                     |                      |                  |
| 88 | Inspiration Manifestation          | Inspiracja, manifestacja               | Corey Powell                                        | 26 kwietnia 2014     | 22 września 2014 |
| Rarity traci swoją kreatywność, ale Spike odnajduje zaklęcie, które ma ją przywrócić, lecz to się nie udaje. |                                    |                                        |                                                     |                      |                  |
| 89 | Equestria Games                    | Igrzyska w Equestrii                   | Dave Polsky                                         | 3 maja 2014          | 23 września 2014 |
| Spike jest dumny, kiedy dowiaduje się, że dostąpi zaszczytu zapalenia znicza na otwarciu Igrzysk Equestrii. Jednak, kiedy nerwy biorą nad nim górę, Spike stara się z całych sił udowodnić, że jest herosem za jakiego go wszyscy uważają.                                                                     |                                    |                                        |                                                     |                      |                  |
| 90 | Twilight’s Kingdom – Part 1        | Królestwo Twilight – część 1           | Meghan McCarthy                                     | 10 maja 2014         | 24 września 2014 |
| Kiedy z samego Tartaru ucieka zła istota, którą jest Lord Tirek, Księżniczka Celestia, aby wytropić złoczyńcę, wybiera Discorda zamiast Twilight Sparkle. W międzyczasie, Twilight, chcąc udowodnić swoją ważną rolę w tych wydarzeniach, stara się z całych sił rozwikłać tajemnicę Skrzynki Drzewa Harmonii. |                                    |                                        |                                                     |                      |                  |
| 91 | Twilight’s Kingdom part 2          | Królestwo Twilight – część 2           | Meghan McCarthy                                     | 10 maja 2014         | 25 września 2014 |
| Aby chronić swoją magię i jednocześnie los Equestrii, Księżniczka Celestia, Księżniczka Luna i Księżniczka Cadance przekazują całą swoją moc Księżniczce Twilight Sparkle. |                                    |                                        |                                                     |                      |                  |

### Sezon 5 (2015)
| Nr  | Tytuł                                                          | Scenariusz                                                                           | Premiera (Discovery Family) | Premiera w Polsce (MiniMini+) |
| --- | -------------------------------------------------------------- | ------------------------------------------------------------------------------------ | --------------------------- | ----------------------------- |
| 92  | Znaczkowa mapa – część 1 The Cutie Map – Part 1                | Meghan McCarthy, Scott Sonneborn i Mitchell Aaron Larson                             | 4 kwietnia 2015             | 1 września 2015               |
| 93  | Znaczkowa mapa – część 2 The Cutie Map – Part 2                | Meghan McCarthy, Scott Sonneborn i Mitchell Aaron Larson                             | 4 kwietnia 2015             | 2 września 2015               |
| 94  | Nie ma to jak w domu Castle Sweet Castle                       | Joanna Lewis i Kristine Songco                                                       | 11 kwietnia 2015            | 3 września 2015               |
| 95  | Rozterki Apple Bloom Bloom and Gloom                           | Josh Haber                                                                           | 18 kwietnia 2015            | 4 września 2015               |
| 96  | Tank chce spać Tanks for the Memories                          | Cindy Morrow                                                                         | 25 kwietnia 2015            | 1 września 2015               |
| 97  | Ścigany Appleoosa’s Most Wanted                                | Dave Polsky                                                                          | 2 maja 2015                 | 6 września 2015               |
| 98  | Stara przyjaźń nie rdzewieje Make New Friends But Keep Discord | Natasha Levinger                                                                     | 16 maja 2015                | 7 września 2015               |
| 99  | Zaginiony skarb Griffonstone The Lost Treasure of Griffonstone | Amy Keating Rogers                                                                   | 23 maja 2015                | 8 września 2015               |
| 100 | Ach, życie... Slice of Life                                    | Mitchell Aaron Larson                                                                | 13 czerwca 2015             | 9 września 2015               |
| 101 | Księżniczka Spike Princess Spike                               | Neal Dusedau, Jayson Thiessen i Jim Miller                                           | 20 czerwca 2015             | 10 września 2015              |
| 102 | Ale impreza! Party Pooped                                      | Nick Confalone                                                                       | 27 czerwca 2015             | 11 września 2015              |
| 103 | Kopę lat! Amending Fences                                      | Mitchell Aaron Larson                                                                | 4 lipca 2015                | 12 września 2015              |
| 104 | Dobranoc Do Princesses Dream of Magic Sheep?                   | Scott Sonneborn, Jayson Thiessen i Jim Miller                                        | 11 lipca 2015               | 13 września 2015              |
| 105 | Fiku-miku w butiku Canterlot Boutique                          | Amy Keating Rogers                                                                   | 12 września 2015            | 24 grudnia 2015               |
| 106 | Detektyw Rarity Rarity Investigates!                           | Joanna Lewis, Meghan McCarthy, Mitchell Aaron Larson, Joanna Lewis i Kristine Songco | 19 września 2015            | 25 grudnia 2015               |
| 107 | Kuce w wielkim mieście Made in Manehattan                      | Noelle Benvenuti                                                                     | 26 września 2015            | 25 grudnia 2015               |
| 108 | Siostrzany turniej Brotherhooves Social                        | Dave Polsky                                                                          | 3 października 2015         | 26 grudnia 2015               |
| 109 | Poszukiwacze zaginionych znaczków Crusaders of the Lost Mark   | Amy Keating Rogers                                                                   | 10 października 2015        | 26 grudnia 2015               |
| 110 | Wielka tajemnica Pinkie The One Where Pinkie Pie Knows         | Gillian M. Berrow                                                                    | 17 października 2015        | 27 grudnia 2015               |
| 111 | Wspólne Święta Hearthbreakers                                  | Nick Confalone                                                                       | 24 października 2015        | 27 grudnia 2015               |
| 112 | Noc koszmarów Scare Master                                     | Natasha Levinger                                                                     | 31 października 2015        | 24 grudnia 2015               |
| 113 | Żartowniś Discord What About Discord?                          | Neal Dusedau                                                                         | 7 listopada 2015            | 25 stycznia 2016              |
| 114 | Hooffieldowie, McColtsi The Hooffields and McColts             | Joanna Lewis i Kristine Songco                                                       | 14 listopada 2015           | 26 stycznia 2016              |
| 115 | Główna atrakcja The Mane Attraction                            | Amy Keating Rogers                                                                   | 21 listopada 2015           | 27 stycznia 2016              |
| 116 | Znaczki raz jeszcze – część 1 The Cutie Re-Mark – Part 1       | Josh Haber                                                                           | 28 listopada 2015           | 28 stycznia 2016              |
| 117 | Znaczki raz jeszcze – część 2 The Cutie Re-Mark – Part 2       | Josh Haber                                                                           | 28 listopada 2015           | 29 stycznia 2016              |

### Sezon 6 (2016)
| Nr  | Tytuł                                                                 | Scenariusz                                                                         | Premiera (Discovery Family) | Premiera w Polsce (MiniMini+) |
| --- | --------------------------------------------------------------------- | ---------------------------------------------------------------------------------- | --------------------------- | ----------------------------- |
| 118 | Kryształowanie – część 1 The Crystalling – Part 1                     | Josh Haber                                                                         | 26 marca 2016               | 28 maja 2016                  |
| 119 | Kryształowanie – część 2 The Crystalling – Part 2                     | Josh Haber                                                                         | 26 marca 2016               | 28 maja 2016                  |
| 120 | Podarunek Maud Pie The Gift of the Maud Pie                           | Josh Haber, Michael P. Fox i Wil Fox                                               | 2 kwietnia 2016             | 28 maja 2016                  |
| 121 | Naznaczkowane On Your Marks                                           | Dave Polsky i Josh Haber                                                           | 9 kwietnia 2016             | 5 września 2016               |
| 122 | Turniej Ognia Gauntlet of Fire                                        | Joanna Lewis i Kristine Songco                                                     | 16 kwietnia 2016            | 5 września 2016               |
| 123 | Zawsze jest druga szansa No Second Prances                            | Nick Confalone                                                                     | 30 kwietnia 2016            | 6 września 2016               |
| 124 | Nowicjuszka Dash Newbie Dash                                          | Dave Rapp, Dave Polsky i Dave Rapp                                                 | 7 maja 2016                 | 6 września 2016               |
| 125 | Opowieść o serdeczności A Hearth’s Warming Tail                       | Michael Vogel                                                                      | 14 maja 2016                | 7 września 2016               |
| 126 | Aleja Szyku The Saddle Row Review                                     | Nick Confalone                                                                     | 21 maja 2016                | 8 września 2016               |
| 127 | Wolny dzień Applejack Applejack’s „Day” Off                           | Neal Dusedau, Michael P. Fox i Wil Fox                                             | 28 maja 2016                | 8 września 2016               |
| 128 | Powrót brata Flutter Brutter                                          | Meghan McCarthy i Dave Rapp                                                        | 4 czerwca 2016              | 9 września 2016               |
| 129 | Dosmacz swoje życie Spice Up Your Life                                | Michael Vogel                                                                      | 11 czerwca 2016             | 9 września 2016               |
| 130 | Fikcja i prawda Stranger Than Fan Fiction                             | Josh Haber i Michael Vogel                                                         | 30 lipca 2016               | 10 września 2016              |
| 131 | Wyścig to nie wszystko The Cart Before the Ponies                     | Ed Valentine; Michael Vogel                                                        | 6 sierpnia 2016             | 10 września 2016              |
| 132 | Dowcipna Rainbow Dash 28 Pranks Later                                 | Meghan McCarthy i F. M. De Marco                                                   | 13 sierpnia 2016            | 11 września 2016              |
| 133 | Przemiana podmieńca The Times They Are a Changeling                   | Michael Vogel, Kevin Burke i Chris „Doc” Wyatt                                     | 20 sierpnia 2016            | 11 września 2016              |
| 134 | Ogry i ciemnice Dungeons & Discords                                   | Nick Confalone                                                                     | 27 sierpnia 2016            | 12 września 2016              |
| 135 | Mecz koszballa Buckball Season                                        | Jennifer Skelly                                                                    | 3 września 2016             | 12 września 2016              |
| 136 | Znaczków naszych wina The Fault in Our Cutie Marks                    | Ed Valentine                                                                       | 10 września 2016            | 7 września 2016               |
| 137 | Wizyta w Las Pegasus Viva Las Pegasus                                 | Kevin Burke i Chris „Doc” Wyatt                                                    | 17 września 2016            | 14 listopada 2016             |
| 138 | Troszkę więcej magii Every Little Thing She Does                      | Michael Vogel                                                                      | 24 września 2016            | 15 listopada 2016             |
| 139 | Kwestia punktu widzenia P.P.O.V. (Pony Point of View)                 | Michael P. Fox i Wil Fox;Kevin Burke, Chris „Doc” Wyatt, Michael P. Fox, i Wil Fox | 1 października 2016         | 16 listopada 2016             |
| 140 | Niewinne kłamstwa Where the Apple Lies                                | Dave Rapp;Meghan McCarthy i Dave Rapp                                              | 8 października 2016         | 17 listopada 2016             |
| 141 | Szkoła mistrzów Top Bolt                                              | Joanna Lewis i Kristine Songco;Meghan McCarthy, Joanna Lewis i Kristine Songco     | 15 października 2016        | 18 listopada 2016             |
| 142 | Stare sprawy, stare miejsca – część 1 To Where and Back Again: Part 1 | Josh Haber i Michael Vogel                                                         | 22 października 2016        | 19 listopada 2016             |
| 143 | Stare sprawy, stare miejsca – część 2 To Where and Back Again: Part 2 | Josh Haber i Michael Vogel                                                         | 22 października 2016        | 20 listopada 2016             |

### Sezon 7 (2017)
| Nr  | Tytuł                                                    | Scenariusz                     | Premiera (Discovery Family) | Premiera w Polsce (MiniMini+) |
| --- | -------------------------------------------------------- | ------------------------------ | --------------------------- | ----------------------------- |
| 144 | Rada Celestii Celestial Advice                           | Joanna Lewis i Kristine Songco | 15 kwietnia 2017            | 1 czerwca 2017                |
| 145 | Butelka złości All Bottled Up                            | Joanna Lewis i Kristine Songco | 15 kwietnia 2017            | 1 września 2017               |
| 146 | Dzień pełen Flurry A Flurry of Emotions                  | Sammie Crowley i Whitney Wetta | 22 kwietnia 2017            | 1 września 2017               |
| 147 | Przyjaźń mocna jak skała Rock Solid Friendship           | Nick Confalone                 | 29 kwietnia 2017            | 5 października 2017           |
| 148 | Schronisko Fluttershy Fluttershy Leans in                | Gillian M. Berrow              | 6 maja 2017                 | 6 października 2017           |
| 149 | Siostrzana miłość Forever Filly                          | Michael P. Fox i Wil Fox       | 13 maja 2017                | 7 października 2017           |
| 150 | Duma rodziców Parental Glideance                         | Josh Hamilton                  | 20 maja 2017                | 8 października 2017           |
| 151 | Nie potrzeba słów Hard to Say Anything                   | Becky Wangberg                 | 27 maja 2017                | 9 października 2017           |
| 152 | Szczera Apple Honest Apple                               | Kevin Lappin                   | 3 czerwca 2017              | 10 października 2017          |
| 153 | Królewski problem A Royal Problem                        | Joanna Lewis i Kristine Songco | 10 czerwca 2017             | 11 października 2017          |
| 154 | Pomoc niemile widziana Not Asking For Trouble            | May Chan                       | 17 czerwca 2017             | 12 października 2017          |
| 155 | Herbatka u Discorda Discordant Harmony                   | Michael P. Fox i Wil Fox       | 5 sierpnia 2017             | 13 października 2017          |
| 156 | Doskonała para The Perfect Pear                          | Joanna Lewis i Kristine Songco | 5 sierpnia 2017             | 14 października 2017          |
| 157 | Sława i udręka Fame and Misfortune                       | M.A. Larson                    | 12 sierpnia 2017            | 15 października 2017          |
| 158 | Podwójna gra Triple Threat                               | Josh Hamilton                  | 19 sierpnia 2017            | 16 października 2017          |
| 159 | Opowieści przy ognisku Campfire Tales                    | Barry Safchik i Michael Platt  | 26 sierpnia 2017            | 17 października 2017          |
| 160 | Zmienić podmieńca To Change a Changeling                 | Kevin Lappin                   | 2 września 2017             | 21 października 2017          |
| 161 | Czy to koniec Dzielnej Do? Daring Done?                  | Gillian M. Berrow              | 9 września 2017             | 19 października 2017          |
| 162 | Grzywa to nie wszystko It Isn’t the Mane Thing About You | Josh Haber                     | 16 września 2017            | 22 października 2017          |
| 163 | Znachorka z mokradeł A Health of Information             | Sammie Crowley i Whitney Wetta | 23 września 2017            | 20 października 2017          |
| 164 | Znaczki i pasje Marks and Recreation                     | May Chan                       | 30 września 2017            | 4 listopada 2017              |
| 165 | Cena sławy Once Upon a Zeppelin                          | Brittany Jo Flores             | 7 października 2017         | 23 października 2017          |
| 166 | Sekrety i ciasta Secrets and Pies                        | Josh Hamilton                  | 14 października 2017        | 5 listopada 2017              |
| 167 | Wspólne zainteresowania Uncommon Bond                    | Josh Haber i Kevin Lappin      | 21 października 2017        | 6 listopada 2017              |
| 168 | Kucyk Ciemności – część 1 Shadow Play: Part 1            | Josh Haber i Nicole Dubuc      | 28 października 2017        | 7 listopada 2017              |
| 169 | Kucyk Ciemności – część 2 Shadow Play: Part 2            | Josh Haber i Nicole Dubuc      | 28 października 2017        | 8 listopada 2017              |

### Sezon 8 (2018)
| Nr  | Tytuł                                              | Scenariusz                      | Premiera (Discovery Family) | Premiera w Polsce (MiniMini+) |
| --- | -------------------------------------------------- | ------------------------------- | --------------------------- | ----------------------------- |
| 170 | Awantura o Szkołę – część 1 School Daze: Part 1    | Michael Vogel i Nicole Dubuc    | 24 marca 2018               | 25 maja 2018                  |
| 171 | Awantura o Szkołę – część 2 School Daze: Part 2    | Michael Vogel i Nicole Dubuc    | 24 marca 2018               | 25 maja 2018                  |
| 172 | Chłopak Maud The Maud Couple                       | Nick Confalone                  | 31 marca 2018               | 3 września 2018               |
| 173 | Fluttershy wchodzi w rolę Fake It 'Til You Make It | Josh Hamilton                   | 7 kwietnia 2018             | 4 września 2018               |
| 174 | Szalony wypad z babciami Grannies Gone Wild        | Gillian M. Berrow               | 14 kwietnia 2018            | 5 września 2018               |
| 175 | W wodzie czy na lądzie? Surf or/and Turf           | Brian Hohlfeld                  | 21 kwietnia 2018            | 6 września 2018               |
| 176 | Trudna sztuka Horse Play                           | Kaita Mpambara                  | 28 kwietnia 2018            | 7 września 2018               |
| 177 | Rodzinna mapa The Parent Map                       | Dave Rapp                       | 5 maja 2018                 | 7 września 2018               |
| 178 | Lekcja nie-rywalizacji Non-complete Clause         | Kim Beyer-Johnson               | 12 maja 2018                | 9 września 2018               |
| 179 | Rozstanie to nie koniec The Break Up Break Down    | Nick Confalone                  | 19 maja 2018                | 10 września 2018              |
| 180 | Efekt wylinki Molt Down                            | Josh Haber                      | 26 maja 2018                | 11 września 2018              |
| 181 | Nowe w szkole Marks for Effort                     | Nicole Dubuc                    | 2 czerwca 2018              | 12 września 2018              |
| 182 | Parszywa szóstka The Mean 6                        | Michael Vogel                   | 9 czerwca 2018              | 13 września 2018              |
| 183 | Kwestia zasad A Matter of Principal                | Michael Vogel                   | 4 sierpnia 2018             | 14 września 2018              |
| 184 | Świąteczne tradycje The Hearth’s Warming Club      | Brian Hohlfeld                  | 4 sierpnia 2018             | 15 września 2018              |
| 185 | Uniwersytet Przyjaźni Friendship University        | Chris „Doc” Wyatt i Kevin Burke | 11 sierpnia 2018            | 16 września 2018              |
| 186 | Czy to koniec przyjaźni? The End in Friend         | Gillian M. Berrow               | 18 sierpnia 2018            | 17 września 2018              |
| 187 | Muzyczny zawrót głowy Yakity-Sax                   | Michael P. Fox i Wil Fox        | 25 sierpnia 2018            | 18 września 2018              |
| 188 | Droga do przyjaźni Road to Friendship              | Josh Haber                      | 1 września 2018             | 19 września 2018              |
| 189 | The Washouts                                       | Nick Confalone                  | 8 września 2018             | 20 września 2018              |
| 190 | Miejsce dla Rockhoofa A Rockhoof and Hard Place    | Kaita Mpambara                  | 15 września 2018            | 21 września 2018              |
| 191 | Korzenie prawdy What Lies Beneath                  | Michael Vogel                   | 22 września 2018            | 22 września 2018              |
| 192 | Brzmienie ciszy Sound of Silence                   | Gregory Bonsignore              | 29 września 2018            | 23 września 2018              |
| 193 | Tata wie najlepiej Father Knows Beast              | Josh Haber                      | 6 października 2018         | 24 września 2018              |
| 194 | Szkoła w opałach – część 1 School Raze: Part 1     | Nicole Dubuc                    | 13 października 2018        | 25 września 2018              |
| 195 | Szkoła w opałach – część 2 School Raze: Part 2     | Josh Haber                      | 13 października 2018        | 26 września 2018              |

### Najlepszy Prezent Świata (2018)
| Nr | Tytuł                                                                   | Scenariusz    | Premiera (Discovery Family) | Premiera w Polsce (MiniMini+) |
| -- | ----------------------------------------------------------------------- | ------------- | --------------------------- | ----------------------------- |
| S1 | My Little Pony: Najlepszy Prezent Świata My Little Pony: Best Gift Ever | Michael Vogel | 27 października 2018        | 7 grudnia 2018                |

### Sezon 9 (2019)
| Nr  | Tytuł                                                     | Scenariusz | Premiera (Discovery Family) | Premiera w Polsce (MiniMini+) |
| --- | --------------------------------------------------------- | --- | --------------------------- | ----------------------------- |
| 196 | Początek końca – część 1 The Beginning of the End: Part 1 | Joanna Lewis i Kristine Songco                                                                                                | 6 kwietnia 2019             | 8 czerwca 2019                |
| 197 | Początek końca – część 2 The Beginning of the End: Part 2 | Joanna Lewis i Kristine Songco                                                                                                | 6 kwietnia 2019             | 9 czerwca 2019                |
| 198 | Pamięć drzewa Uprooted                                    | Denny Lu i Mike Myhre | 13 kwietnia 2019            | 1 września 2019               |
| 199 | Siódemka Sparkle Sparkle’s Seven                          | Opowieść: Ashleigh Ball, Andrea Libman, Tabitha St. Germain, Tara Strong i Cathy Weseluck Teleplay: Josh Haber i Nicole Dubuc | 20 kwietnia 2019            | 2 września 2019               |
| 200 | Zaległa książka The Point of No Return                    | Gillian M. Berrow | 27 kwietnia 2019            | 3 września 2019               |
| 201 | Wspólny grunt Common Ground                               | Josh Haber | 4 maja 2019                 | 4 września 2019               |
| 202 | Taka jak jak She’s All Yak                                | Brian Hohlfeld | 11 maja 2019                | 5 września 2019               |
| 203 | Wrogo-przyjaciele Frenemies                               | Michael Vogel | 18 maja 2019                | 6 września 2019               |
| 204 | Smocza wrażliwość Sweet and Smoky                         | Kim Beyer-Johnson | 25 maja 2019                | 7 września 2019               |
| 205 | Tajemnica zbiorów Going to Seed                           | Dave Rapp | 1 czerwca 2019              | 8 września 2019               |
| 206 | Bez porady nie da rady Student Counsel                    | Josh Haber | 8 czerwca 2019              | 9 września 2019               |
| 207 | Ostatnia misja The Last Crusade                           | Nicole Dubuc | 15 czerwca 2019             | 10 września 2019              |
| 208 | Between Dark and Dawn Pomiędzy zmierzchem a świtem        | Gail Simone | 22 czerwca 2019             | 11 września 2019              |
| 209 | Fabryka śmiechu The Last Laugh                            | Michael P. Fox i Wil Fox | 3 sierpnia 2019             | 12 września 2019              |
| 210 | 3, 2, 1, super! 2, 4, 6, Greaaat                          | Kaita Mpambara | 10 sierpnia 2019            | 13 września 2019              |
| 211 | Parkur pytań A Trivial Pursuit                            | Brittany Jo Flores | 17 sierpnia 2019            | 14 września 2019              |
| 212 | Ostatnie takie święto The Summer Sun Setback              | Michael Vogel | 24 sierpnia 2019            | 15 września 2019              |
| 213 | Co na to Angel? She Talks to Angel                        | Nick Confalone | 31 sierpnia 2019            | 16 września 2019              |
| 214 | Wybór smoka Dragon Dropped                                | Josh Haber | 7 września 2019             | 17 września 2019              |
| 215 | Pewna posada A Horse Shoe-in                              | Ariel Shepherd-Oppenheim | 14 września 2019            | 18 września 2019              |
| 216 | Prawda o Dzielnej Do Daring Doubt                         | Nicole Dubuc | 21 września 2019            | 20 września 2019              |
| 217 | Ach, dorosłym być! Growing Up is Hard to Do               | Ed Valentine | 28 września 2019            | 21 września 2019              |
| 218 | Ważne pytanie Big Maca The Big Mac Question               | Josh Haber i Michael Vogel | 5 października 2019         | 22 września 2019              |
| 219 | Koniec końca – część 1 The Ending of the End: Part 1      | Nicole Dubuc | 12 października 2019        | 23 września 2019              |
| 220 | Koniec końca – część 2 The Ending of the End: Part 2      | Michael Vogel | 12 października 2019        | 24 września 2019              |
| 221 | Ostatni problem The Last Problem                          | Josh Haber | 12 października 2019        | 25 września 2019              |

### Tęczowa Wyprawa (2019)
| Nr | Tytuł                                                            | Scenariusz        | Premiera (Discovery Family) | Premiera w Polsce (MiniMini+) |
| -- | ---------------------------------------------------------------- | ----------------- | --------------------------- | ----------------------------- |
| S2 | My Little Pony: Tęczowa Wyprawa My Little Pony: Rainbow Roadtrip | Kim Beyer-Johnson | 26 czerwca 2019             | 26 października 2019          |